# قائمة البعثات الدبلوماسية الموريتانية

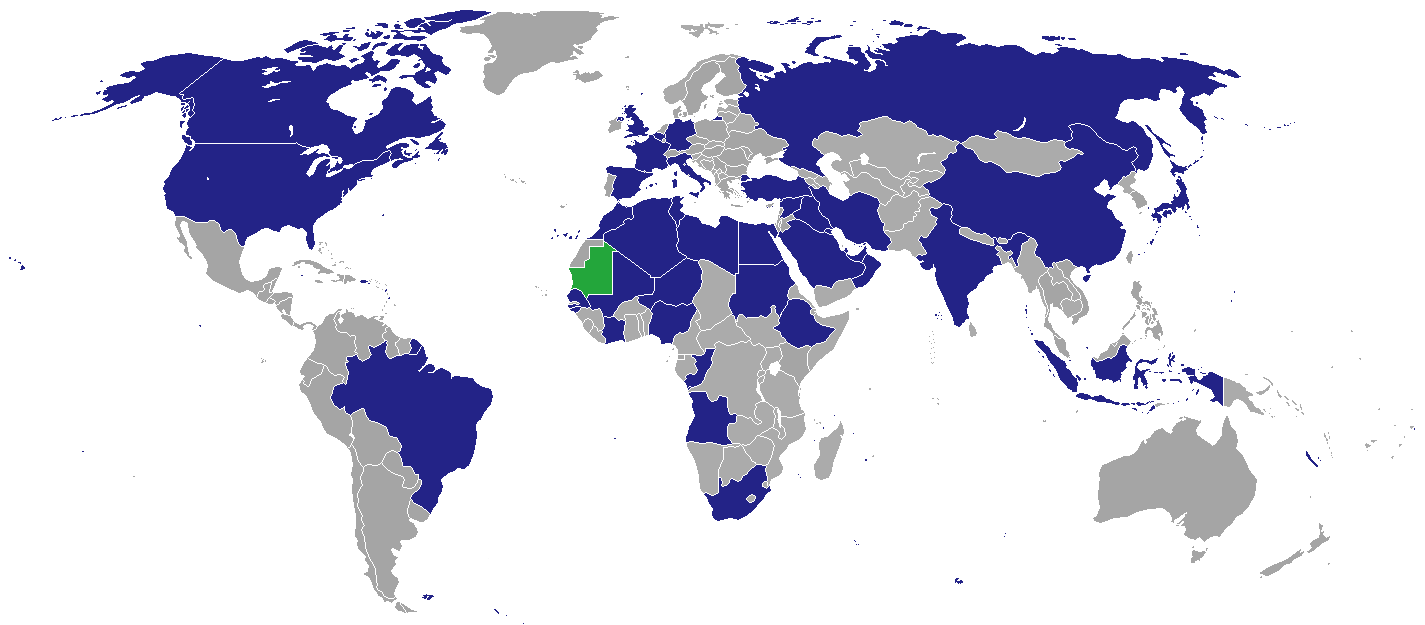
خريطة البعثات الدبلوماسية الموريتانية

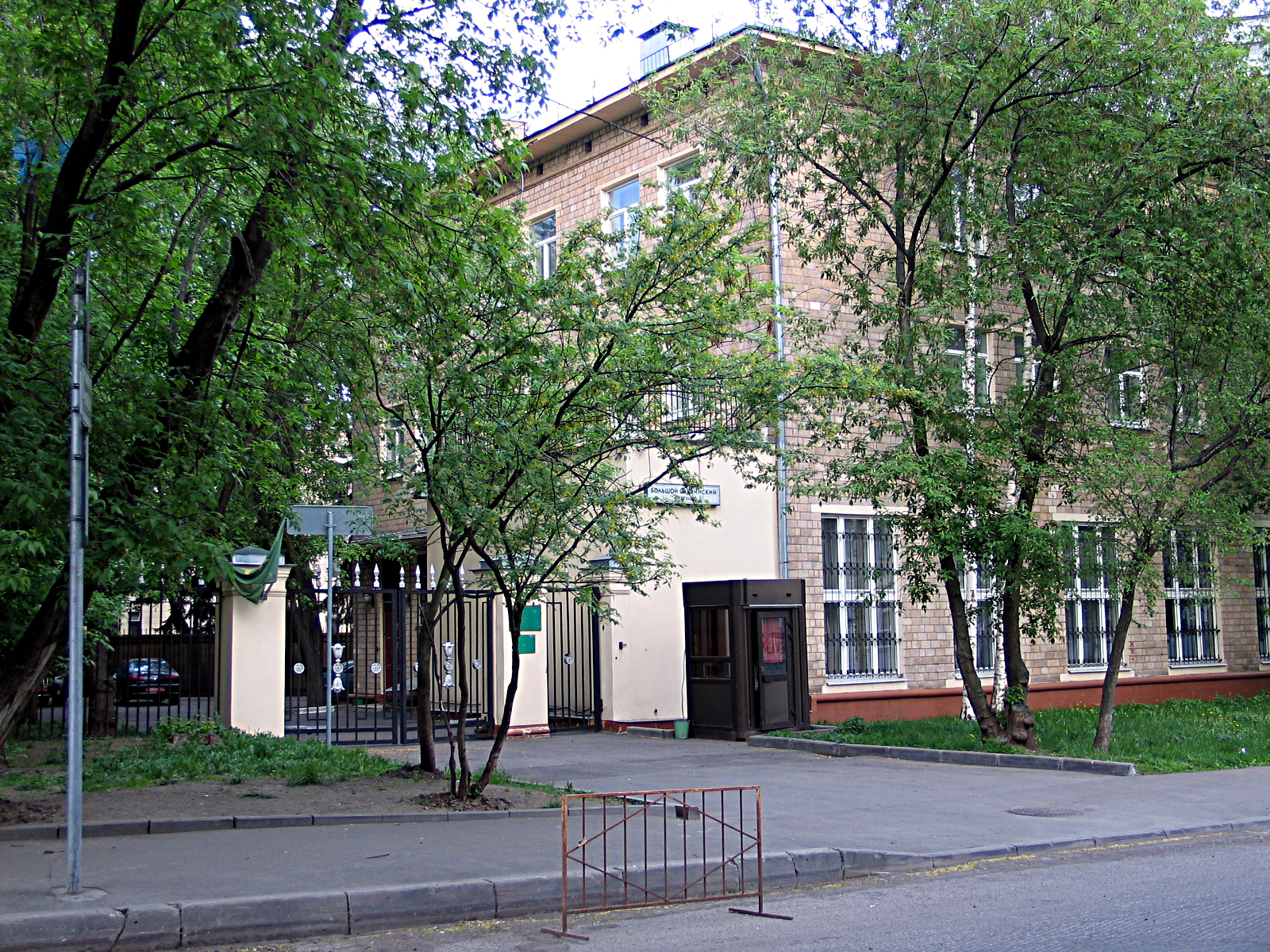
السفارة الموريتانية في موسكو

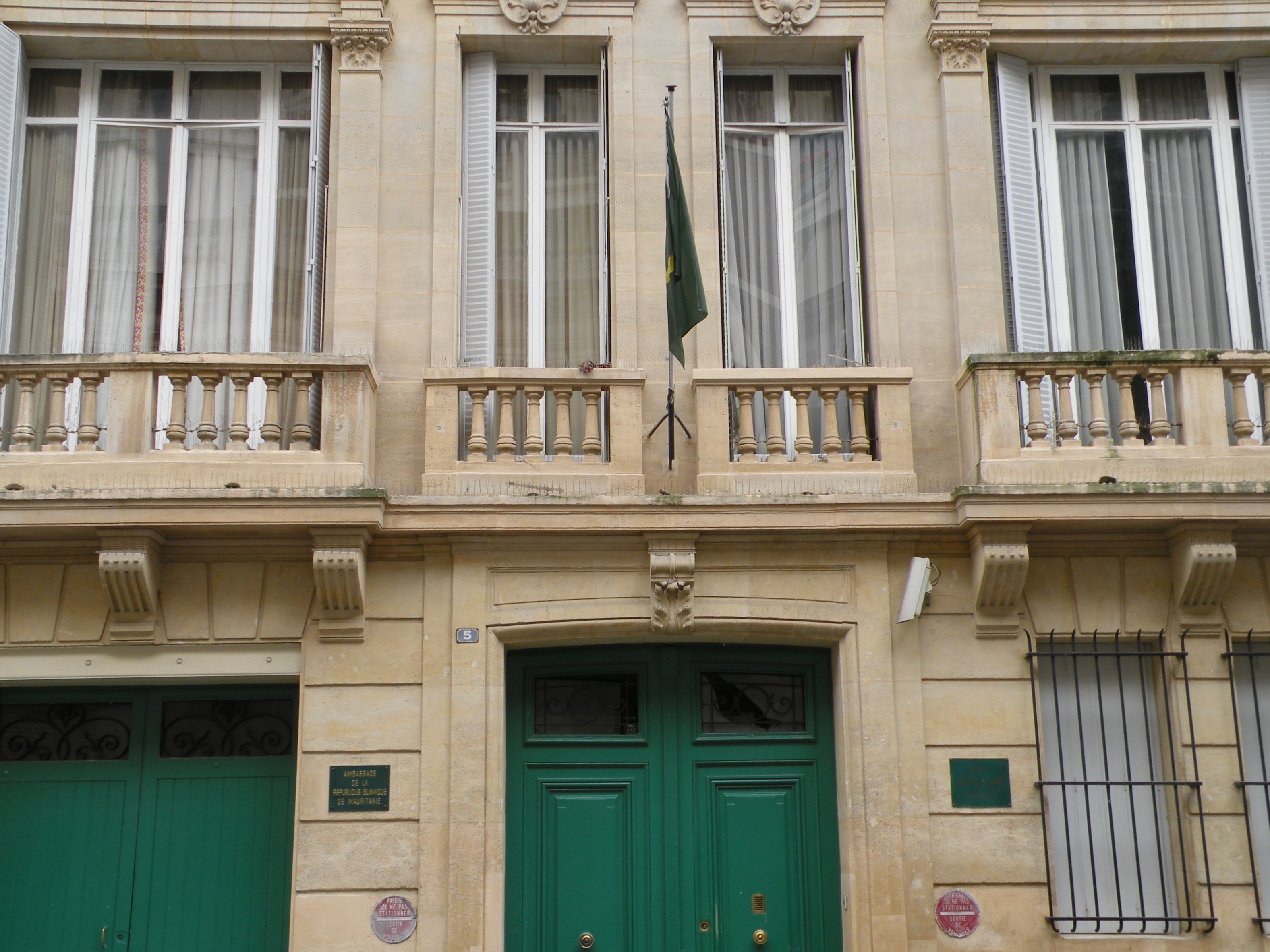
السفارة الموريتانية في باريس

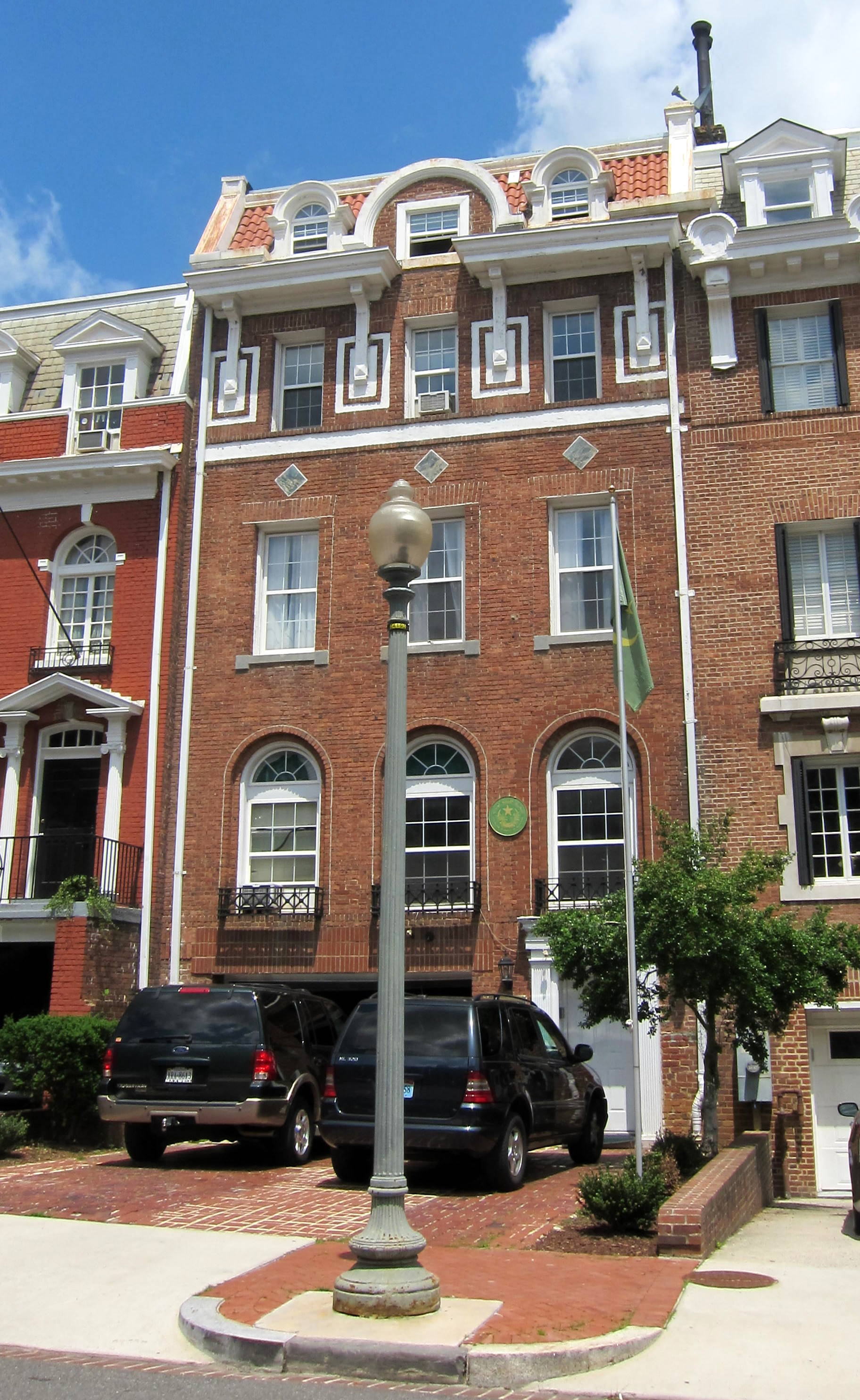
السفارة الموريتانية في واشنطن العاصمة.

هذه قائمة البعثات الدبلوماسية موريتانيا باستثناء القنصليات الفخرية.

## أفريقيا
- الجزائر
  - الجزائر (سفارة)
- ساحل العاج
  - أبيدجان (سفارة)
- أنغولا
  - لواندا (سفارة)[1]
- غينيا بيساو
  - بيساو (سفارة)[2]

- مصر
  - القاهرة (سفارة)
- إثيوبيا
  - أديس أبابا (سفارة)
- ليبيا
  - طرابلس (سفارة)
- مالي
  - باماكو (سفارة)
- المغرب
  - الرباط (سفارة)
- النيجر
  - نيامي (سفارة)[3][4]
- السنغال
  - داكار (سفارة)
- جنوب أفريقيا
  - بريتوريا (سفارة)
- تونس
  - تونس (سفارة)

غامبيا  بانجول 

## الأمريكتين
- البرازيل
  - برازيليا (سفارة)
- الولايات المتحدة
  - واشنطن العاصمة (سفارة)

## آسيا
- الصين
  - بكين (سفارة)
- إندونيسيا
  - جاكرتا (سفارة)[5]
- إيران
  - طهران (سفارة)
- اليابان
  - طوكيو (سفارة)
- الكويت
  - مدينة الكويت (سفارة)
- قطر
  - الدوحة (سفارة)
- السعودية
  - الرياض (سفارة)
- سوريا
  - دمشق (سفارة)
- تركيا
  - أنقرة (سفارة)
- الإمارات
  - أبوظبي (سفارة)
- اليمن
  - صنعاء (سفارة)

## أوروبا
- بلجيكا
  - إقليم بروكسل العاصمة (سفارة)
- فرنسا
  - باريس (سفارة)
- ألمانيا
  - برلين (سفارة)
- إيطاليا
  - روما (سفارة)
- روسيا
  - موسكو (سفارة)
- إسبانيا
  - مدريد (سفارة)
- المملكة المتحدة
  - لندن (سفارة)

## باقي المنظمات
- - القاهرة (البعثة الدائمة لدى جامعة الدول العربية)
- الاتحاد الأوروبي
  - بروكسل (البعثة الدائمة لدى الاتحاد الأوروبي)
- الأمم المتحدة
  - جنيف (البعثة الدائمة لدى الأمم المتحدة والمنظمات الدولية الأخرى)
  - نيويورك (البعثة الدائمة لدى الأمم المتحدة)
- يونسكو
  - باريس (البعثة الدائمة لدى اليونسكو)